# Kreuzspiel
Kreuzspiel (croisement) est une composition de Karlheinz Stockhausen écrite pour hautbois, clarinette basse, piano et quatre percussionnistes en 1951 (elle a ensuite été révisée pour trois percussionnistes seulement, avec d'autres modifications). Il lui est attribué le numéro 1 / 7 dans le catalogue d'œuvres du compositeur.

## Histoire
Stockhausen considérait Kreuzspiel comme sa première composition originale, par opposition aux exercices d'imitation de style qu'il faisait dans le cadre de ses études musicales. Selon le compositeur, il a été influencé par le Mode de valeurs et d'intensités d'Olivier Messiaen (1949) et la Sonate pour deux pianos (en) de Karel Goeyvaerts (1950), et est l'un des premiers exemples de  « musique pointilliste ». Kreuzspiel a été créé au Darmstädter Ferienkurse à l'été 1952, dirigé par le compositeur. Selon Stockhausen, la représentation « s'est terminée par un scandale ».

## Analyse
Kreuzspiel a été analysé dans la presse plus souvent que toute autre œuvre de Stockhausen, bien que tous, sauf un,  se limitent à la première de ses trois étapes.
Bien que couramment décrit (par le compositeur ainsi que par d'autres) comme une composition de « musique sérielle », Kreuzspiel n'emploie pas un ensemble référentiel et récurrent de douze tons. Au contraire, il utilise une réorganisation constante des ensembles de douze éléments (hauteur, durée, dynamique et - dans la version originale - attaque) - un dispositif parfois appelé " sérialisme permutationnel " (par exemple Howel) . Il utilise également un système permutationnel à sept éléments pour contrôler le registre.
La composition se compose de trois mouvements liés, ou "étapes". Dans la première étape, six notes commencent dans le registre le plus élevé et six autres commencent dans le registre le plus grave. Ceux-ci se déplacent progressivement dans les quatre octaves médianes jusqu'à ce qu'une répartition égale des hauteurs sur toute la plage soit atteinte au centre du mouvement. De ce point jusqu'à la fin du mouvement, le processus est inversé, de sorte que toutes les notes arrivent à nouveau dans les deux registres extrêmes, seules les six notes originellement en haut sont maintenant en bas, et vice versa. Le deuxième mouvement exécute un processus formel similaire, commençant seulement dans le registre médian, s'étendant sur les sept octaves, puis se contractant à nouveau vers le milieu. Le troisième mouvement superpose les deux premiers,.
Le contrôle compositionnel de ces formes est déterminé dans la première étape par le paramètre de la durée, tandis que dans la deuxième étape, l'élément dominant est la hauteur(Kohl 1981, p. 18).

## Discographie
- 50 Jahre neue Musik in Darmstadt, Vol. 1. Comprend Kreuzspiel (3e scène uniquement, version avec quatre percussionnistes). Romolo Grano, hautbois ; Friedrich Wildgans, clarinette basse ; Irmela Sandt, piano ; Hans Rossmann, Bruno Maderna, Willy Trumpfheller et Paul Geppert, percussions ; dirigé par Karlheinz Stockhausen. Enregistré le 21 juillet 1952. enregistrement sur CD. Col Legno WWE 1CD 31894. Munich : Col Legno, 1996. Également publié dans le coffret de 4 CD, 50 Jahre neue Musik in Darmstadt . Col Legno WWE 4CD 31893 (boîte); vol. 1 : WWE 1 CD 31894 ; vol. 2: WWE 1 CD 31895; vol. 3: WWE 1 CD 31896; vol. 4: WWE 1 CD 31897. Munich : Col Legno, 1996
- Stockhausen : Kreuzspiel ; Kontra-Punkte ; Zeitmaße ; Adieu . Londres Sinfonietta, dir. Karlheinz Stockhausen. Kreuzspiel enregistré à Londres, le 21 mars 1973. enregistrement LP. 12 pouces Deutsche Grammophon 2530-443 (stéréo). [Hambourg] : Deutsche Grammophon, 1974. Réédité sur CD dans un accouplement différent, comme Stockhausen : Chöre für Doris ; Chorale ; Drei Lieder ; Sonatine ; Kreuzspiel . Stockhausen Édition complète CD 1. Kurten : Stockhausen-Verlag, 2002.
- Passeport pour le XXe siècle : Voyage guidé par Pierre Boulez . Ensemble intercontemporain, dirigé par Pierre Boulez. Enregistré 1987-1988. Ensemble intercontemporain, dirigé par Pierre Boulez. L'œuvre du XXe siècle. Enregistré Paris, Ircam, 1987-1988. ( Extrait de Kreuzspiel uniquement ; avec des œuvres d'Igor Stravinsky, Edgard Varèse, Anton Webern, Luciano Berio, György Ligeti, et Pierre Boulez). enregistrement sur CD. Disques Montaigne WM 334 88 518. Paris : Disques Montaigne, 1989. [Musique tirée de la série télévisée en six épisodes, Boulez xx e siècle, présentée par Jean-Pierre Cottet. Coproduction : FR3, la Sept, Caméras Continentales, Ircam, Ensemble intercontemporain et Centre Georges Pompidou, avec le soutien de la Caisse des Dépôts et Consignations, et la participation du Centre National de la Cinématographie. Kreuzspiel se produit dans la partie 3, "Rythme". ] Réédité sous le nom de Disques Montaigne 780518. L' extrait du Kreuzspiel avec du matériel autrement différent réédité sur le disque 3 de D'un siècle à l'autre . Coffret 3 CD. (Avec des œuvres de Janacek, Mahler, Debussy, Sibelius, Ravel, Bartók, Stravinsky, Chostakovitch, Schoenberg, Ives, Webern, Varèse, Berg, Messiaen, Dutilleux, Carter, Xenakis, Ligeti, Berio, Kagel, Harvey et Dusapin. ) Montaigne/Naïve MO 782096 (boîte), disque 1 : MO 782096-1, disque 2 : MO 782096-2, disque 3 : MO 782096-3. Paris : Montaigne/Naïve, 2000.
- Silbury Air . Sydney Alpha Ensemble (Linda Walsh, hautbois ; Sue Newsome, clarinette basse ; Stephanie McCallum, piano ; Daryl Pratt, Alison Eddington et Alison Low Choy, percussions), dirigé par David Stanhope. enregistrement sur CD. ABC Classiques 465 651-2. [Sydney] : Australian Broadcasting Corporation, 2000. (Outre Kreuzspiel, comprend des œuvres de Harrison Birtwistle, Nigel Butterley, Luigi Dallapiccola et Don Banks. )
- Musik in Deutschland 1950-2000 11, no. 1 : « Instrumentale Kammermusik : Ensembles modernes 1950-1970 ». Ensemble Avance et Ensemble Moderne. enregistrement sur CD. BMG Ariola 74321 73619 2. [Munich] : BMG-Ariola, 2005. (Outre Kreuzspiel, comprend des œuvres de Stefan Wolpe, Rudolf Wagner-Régeny, Wolfgang Fortner, Herbert Brün, Paul Dessau, Friedrich Goldmann et Werner Heider. )
- Karlheinz Stockhausen : Plus-Moins . Ives Ensemble (Esther Probst, hautbois ; Hand Petra, clarinette basse ; John Snijders, piano ; Arnold Marinissen, Wilbert Grootenboer et Fedor Reunisse, percussions), dirigé par Richard Rijnvos. Enregistré du 29 juin au 2 juillet 2002 au Theater Romein, Leeuwarden, Pays-Bas. (En plus de Kreuzspiel, inclut Stockhausen : Refrain et Plus-Minus . ) Enregistrement de CD. Chapeau Chapeau de hutte [maintenant] ART 178. Bâle : Hat Hut, 2010.

## Lectures complémentaires
- Christoph von Blumröder, 1993. Die Grundlegung der Musik Karlheinz Stockhausens . Supplément à l' Archiv für Musikwissenschaft 32, édité par Hans Heinrich Eggebrecht . Stuttgart : Franz Steiner Verlag.
- Philip Bračanin, 1971. "Le système abstrait comme matrice de composition." Études en musique no. 5:90–114.
- Harvey, Jonathan. 1975. "Chapitre 2 : Kreuzspiel ." Dans La musique de Stockhausen : Une introduction, 14–20. Berkeley et Los Angeles : University of California Press.
- Max Eugène Keller, 1972. "Hörte und komponierte Struktur in Karlheinz Stockhausens Kreuzspiel ." Melos 39 non. 1 (janvier-février), 10-18.
- John Kelsall, 1975. Techniques de composition dans la musique de Stockhausen (1951-1970) . thèse de doctorat Glasgow : Université de Glasgow.
- Hartmut Kinzler, 1997. "Viereinhalb Marginalien zum ersten Stadium von Stockhausens Kreuzspiel ." Musiktheorie 12, no. 1:71-86.
- Robin Maconie, 2005. Autres planètes : La musique de Karlheinz Stockhausen . Lanham, Maryland, Toronto, Oxford : The Scarecrow Press. (ISBN 0-8108-5356-6) .
- Imke Misch, 2016. « Karlheinz Stockhausen : Le défi de l'héritage : Une introduction ». Dans The Musical Legacy of Karlheinz Stockhausen: Looking Back and Forward, édité par MJ Grant et Imke Misch, 11–19. Hofheim : Wolke Verlag. (ISBN 978-3-95593-068-4).
- Herman Sabbe, 1981. "Die Einheit der Stockhausens-Zeit. . .: Neue Erkenntnismöglichkeiten der seriellen Entwicklung anhand des frühen Wirkens von Stockhausen und Goeyvaerts. Dargestellt aufgrund der Briefe Stockhausens an Goevaerts". Dans Musik-Konzepte 19 : Karlheinz Stockhausen : ... wie die Zeit Verging ..., éd. Heinz-Klaus Metzger et Rainer Riehn, 5-96. Munich : Édition Texte + Kritik, 1981.
- Jürg Stenzl, 1972. "Kreuzspiel de Karlheinz Stockhausen (1951)." Zeitschrift für Musiktheorie 3, no. 1 (janvier) : 35-42.